# Релігія в Німеччині

Найпопулярніші конфесії в Німеччині, під час перепису 2011 року.
Синій: протестанти
Зелений: католики
Червоний: нерелігійні
Темніші відтінки означають абсолютну більшість від 50 до 75%, а найтемніші - понад 75%.

Релігія в Німеччині (нім. Religionen in Deutschland) — сукупність релігійних переконань, свобода на сповідування яких закріплена для громадян Німеччини в Конституції ФРН.

## Християнство
Німеччина була обернена в християнство за часів франків. Хрестителем Німеччини вважається святий Боніфацій, який був єпископом Майнца та обернув в християнство значну частину сучасної Німеччини (зазнав мученицької смерті від язичників в 754 році). На початку XVI століття в Німеччині та Швейцарії розпочалася реформація церкви, в основі якої лежали вчення Ульріха Цвінглі (Ulrich Zwingli) і Мартіна Лютера (Martin Luther). В результаті реформації та релігійних воєн, які супроводжували її (головною з яких була Тридцятилітня війна 1618-1648 рр.), Німеччина розділилася на католицькі й протестантські (лютеранські) регіони. Головним принципом, закріпленому в Вестфальському мирному договорі 1648 р. став принцип cujus regio, ejus religio, тобто піддані того чи іншого феодала були зобов'язані приймати його віру: католицьку або протестантську.

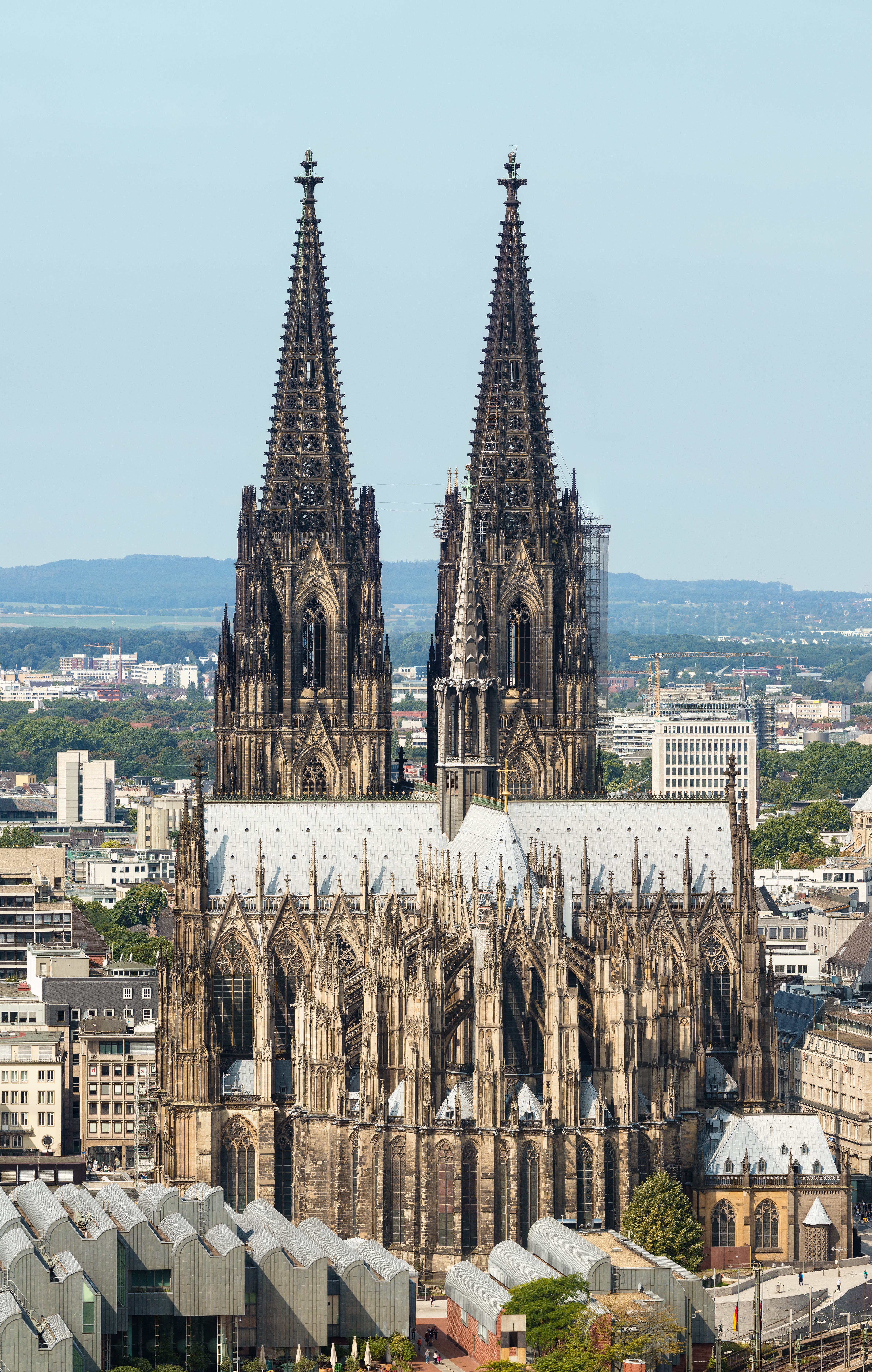
Кельнський собор

Більшість німців - християни, які становлять 64% населення країни. 

### Католицизм
- Римо-католицька церква в Німеччині - 23 002 000 (2018) — 27,7% населення Німеччини[1]
- Маронітська католицька церква — 6000 [2]

### Православ'я
- Православна церква — близько 1.9 млн[3]

### Протестантизм
- Євангелічна церква Німеччини - 21,141 000 (2018) — 25,5% населення Німеччини [1]
- Вільні групи баптистів і менонітів — 290 000 (2007)
- Баптисти — 82 000 (2016)
- Методисти — 52,031 (2016)
- П'ятидесятники (Bund Freikirchlicher Pfingstgemeinden) — 51,896 (2015)
- Меноніти — 44 714 (2017)
- Церква адвентистів сьомого дня — 34 811 (2014)

## Інші християнські течії
- Нова апостольська церква — 341,202 (2015)
- Свідки Єгови — 168,763[4]
- Церква Ісуса Христа Святих останніх днів — 40 000

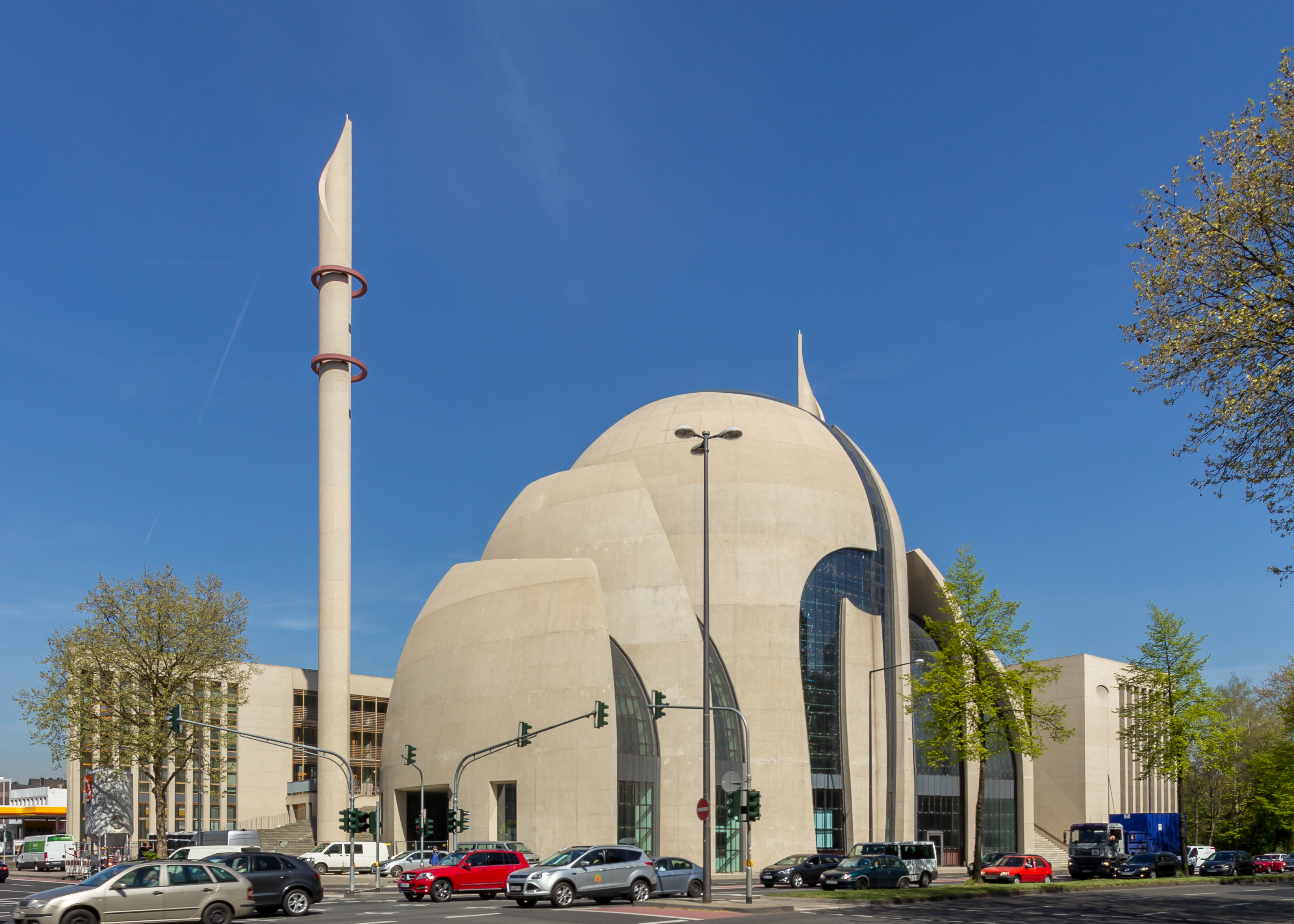
Центральна мечеть Кельна

## Іслам
- Мусульмани — близько 4,5 млн мусульман, що становить 5,4% всього населення країни (станом на 2015 рік)[5].

Більшість мусульман Німеччини мають турецьке походження, за ними йдуть мусульмани з Пакистану, Боснії і Герцеговини, арабських країн, Ірану та Афганістану. 

## Юдаїзм
- Євреї — 90 тисяч осіб, що становить 0,1% населення країни (за даними 2018 року)[5].

## Індуїзм
У Німеччині проживає близько 100 000 індуїстів. Більшість із них - таміли зі Шрі -Ланки (42 000 до 45 000); з Індії близько 35 000 до 40 000 осіб.

## Нерелігійні
Близько 31% німецького населення - атеїсти (на території колишньої НДР атеїстів - до 70%). Однак дані про кількість атеїстів і вірян в Німеччині суперечливі. Згідно з даними опитування Цукермана, у 2005 році атеїстами або агностиками назвали себе близько 45% населення країни. Опитування, проведене Dentsu, показало, що 25% населення вважають себе нерелігійними. Опитування проведене The Gallup Organization показало, що 57% німців вважають, що релігія не грає важливу роль в їхньому житті.
Атеїсти та агностики становлять більшість в регіонах, що до 1990 року були в складі НДР. Східна Німеччина, яка перебувала під комуністичним правлінням, на сьогодні є найменш релігійним регіоном у світі.